# Knippinck

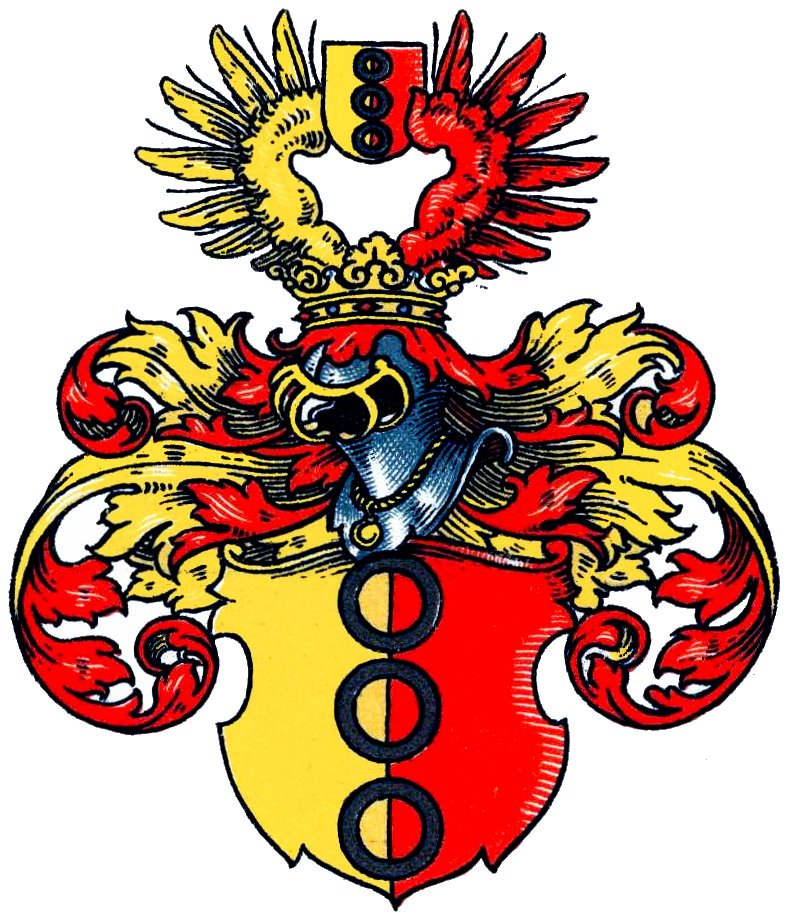
Wappen derer von Knippinck im Wappenbuch des Westfälischen Adels

Knippinck (auch Knipping, Knippin o. ä.) ist der Name eines westfälischen Adelsgeschlechts.

## Geschichte
Das Geschlecht war insbesondere in der Grafschaft Mark ansässig. Im Besitz der Familie befanden sich u. a. Bigesen in Heldrighausen (urkundl. 1541), Dinker (Kreis Soest), Gevel (Dortmund) (1523–1573), Grimberg (1532–1570), Hege (Recklinghausen) (1624), Hackfort (Recklinghausen) (1571–1621), Isemberg, Klotinghof bei Dinker (Soest) (1475–1631), Haus Lohausen (Hamm) bei Herringen (1430–1607), Matena bei Dinker (Soest) (1536–1577), Sengerhof bei Dinker (Soest) (1569–1685), Stockum (1470–1607), Wesewinkel (1515) und Wesling (1515). Bereits 1330 erscheinen Gert und Wilhelm Knippinck. Heinrich von Knippinck war Drost zu Hamm und lebte 1544 in Kleve. Der gleichnamige Sohn wurde 1565 mit den Gütern Stockum und Lohaus belehnt. 1565 verstarb Dietrich von Knippinck, fürstlich-klevischer Rat.
Das Geschlecht erlosch im Mannesstamm vermutlich mit dem Tod von Alhard von Knippinck im Jahr 1685.

## Persönlichkeiten
Die Familie stellte mehrere Amtmänner bzw. Drosten im Amt Hamm:
- (urkundl. 1445): Gert Knipping
- (urkundl. 1448): Victor Knipping
- (urkundl. 1469): Heinrich Knippinck zu Lohausen und Stockum
- (urkundl. 1474–1528): Heinrich Knippinck zu Lohausen und Stockum
- (urkundl. 1523): Heinrich Knipping
- 1555–1573: Victor Knippinck zu Lohausen und Stockum
- (urkundl. 1574–1584): Dietrich Knippinck zu Lohausen und Stockum

## Wappen
Blasonierung: Von Gold und Rot gespalten, mit drei schwarzen, pfahlweise auf die Scheide gelegten Ringen. Auf dem gekrönten Helm ein offener Flug, rechts golden, links rot, dazwischen der Schild. Die Helmdecken sind rot-golden.